# Radical 147
El radical 147, representado por el carácter Han 見, es uno de los 214 radicales del diccionario de Kangxi. En mandarín estándar es llamado 見部, (jiàn bù, ‘radical «ver»’); en japonés es llamado 見部, けんぶ (kenbu), y en coreano 견 (gyeon).
El radical «ver» aparece comúnmente en el lado derecho de los caracteres que clasifica (por ejemplo en 親). En algunas ocasiones puede aparecer en la parte inferior de los caracteres (por ejemplo, en 覚). En el sistema simplificado de caracteres utilizado en la República Popular de China, el radical «ver» ha sido simplificado a la forma 见.
Los caracteres clasificados bajo el radical 147 suelen tener significados relacionados con la visión. Como ejemplo de ello tenemos 覓, ‘buscar’; 視, ‘inspeccionar’; 覗, ‘mirar furtivamente’.

## Nombres populares
- Mandarín estándar: 見字旁, jiàn zì páng, ‘carácter «ver» a un lado’; 見字底, jiàn zì dǐ, ‘carácter «ver» en la parte inferior’.
- Coreano: 볼견부, bol gyeon bu, ‘radical gyeon-ver’.
- Japonés:　見る（みる）, miru, ‘ver’.
- En occidente: radical «ver».

## Galería
| Estilos antiguos                                 | Estilos antiguos                  | Estilos antiguos                        | Estilos antiguos                   | Estilos antiguos                   | Estilos empleados actualmente       | Estilos empleados actualmente  | Estilos empleados actualmente    | Estilos empleados actualmente   | Estilos empleados actualmente  |
|                                                  |                                   |                                         |                                    |                                    |                                     | 見                             | 见                               |                                 |                                |
| 甲骨文 jiǎgǔwén (escritura de huesos oraculares) | 金文 jīnwén (escritura de bronce) | 简帛 jiǎnbó (escritura de bambú y seda) | 篆文 zhuànwén (escritura de sello) | 篆文 zhuànwén (escritura de sello) | 隸書 lìshū (estilo de los escribas) | 楷書 kǎishū (estilo regular)   | 楷書 kǎishū (estilo regular)     | 行書 xǐngshū (estilo corriente) | 草書 cǎoshū (estilo de hierba) |
| 甲骨文 jiǎgǔwén (escritura de huesos oraculares) | 金文 jīnwén (escritura de bronce) | 简帛 jiǎnbó (escritura de bambú y seda) | 大篆 dàzhuàn (sello grande)        | 小篆 xiǎozhuàn (sello pequeño)     | 隸書 lìshū (estilo de los escribas) | 繁體／繁体 fántǐ (tradicional) | 简体／簡體 jiǎntǐ (simplificado) | 行書 xǐngshū (estilo corriente) | 草書 cǎoshū (estilo de hierba) |

## Caracteres con el radical 147
| trazos | carácter                      |
| ------ | ----------------------------- |
| + 0    | 見                            |
| + 2    | 覌 覙                         |
| + 3    | 䙷 䙸 覍 覎                   |
| + 4    | 䙹 䙺 䙻 規 覐 覑 覒 覓 覔 視 |
| + 5    | 䙼 䙽 䙾 䙿 覕 覗 覘 覚       |
| + 6    | 䚀 䚁 覛 覜                   |
| + 7    | 䚂 䚃 覝 覞 覟 覠 覡          |
| + 8    | 䚄 䚅 覢 覣 覤 覥             |
| + 9    | 䚆 䚇 䚈 䚉 覦 覧 覨 覩 親    |
| + 10   | 䚊 䚋 䚌 覫 覬 覭 覮 覯       |
| + 11   | 䚍 䚎 覰 覱 覲 観             |
| + 12   | 䚏 䚐 䚑 䚒 䚓 覴 覵 覶 覷 覸 |
| + 13   | 覹 覺 覻                      |
| + 14   | 䚔 覼 覽                      |
| + 15   | 覾 覿                         |
| + 18   | 觀                            |
| + 19   | 䚕                            |
| + 24   | 䚖                            |